# Molino dei Torti
Molino dei Torti là một đô thị ở tỉnh Alessandria trong vùng Piedmont của Italia, có vị trí cách khoảng 90 km về phía đông của Torino và khoảng 25 km về phía đông bắc của Alessandria. Tại thời điểm ngày 31 tháng 12 năm 2004, đô thị này có dân số 685 người và diện tích là 2,7 km².
Molino dei Torti giáp các đô thị: Alzano Scrivia, Casei Gerola, Castelnuovo Scrivia, Guazzora, và Isola Sant'Antonio.